# Ulica Lwowska w Zamościu
Ulica Lwowska – jedna z głównych i najruchliwszych ulic Zamościa, która jest jednojezdniowa. Łączy z zachodu na wschód Stare i Nowe Miasto, będąc przedłużeniem ul. Partyzantów.

## Historia
Ulica ta powstała około 1822 roku i określano ją wówczas jako Trakt Lwowski (biegnący na wschód, w kierunku Lwowa, stąd ta nazwa). Z tym związane było również wytyczenie w kolejnych latach Nowej Osady, przez którą trakt ten przebiegał (przecinając w ten sposób Nowy Rynek powstały jako centrum Nowej Osady).

### Nazwa
Nazwa ulicy znana jest od ok. 1920 r. jako ul. Lwowska. W czasie okupacji hitlerowskiej istniała pod zmienioną nazwą (ul. Lembergstrasse), zaś po II wojnie światowej (w 1947 roku) z ulicy tej wydzielono ul. Partyzantów (od os. Stare Miasto do skrzyżowania z ul. Spadek), pozostawiając jednocześnie starą nazwę dla pozostałej części ulicy.

## Obecnie
Obecnie ulica ta stanowi jedną z głównych i najruchliwszych w mieście, zwłaszcza odcinek od skrzyżowania z al. Jana Pawła II do granicy miasta (jako fragment drogi krajowej 17 wychodzącej z Obwodnicy Hetmańskiej). Przy ulicy tej położone są: Kuratorium Oświaty (obok Szkoły Podstawowej nr 2), Miejskie Centrum Pomocy Rodzinie, sklepy Biedronka, Carrefour (CH Lwowska) i inne obiekty usługowe.